# 伊特维尔
伊特维尔（法語：Itteville，法語發音：[itvil] ⓘ）是法国法兰西岛大区埃松省的一个市镇，属于埃唐普区。

## 地理
伊特维尔（48°30'51"N, 2°20'31"E）面积12.2 平方千米，位于法国法蘭西島大區埃松省，该省份为法国北部内陆省份，北起上塞纳省和马恩河谷省，西接厄尔-卢瓦省和伊夫林省，南至卢瓦雷省，东临塞纳-马恩省。
与伊特维尔接壤的市镇（或旧市镇、城区）包括：小韦尔、塞尔尼、埃松河畔巴朗库尔、博尔讷、瑞讷河畔布赖、圣弗兰。

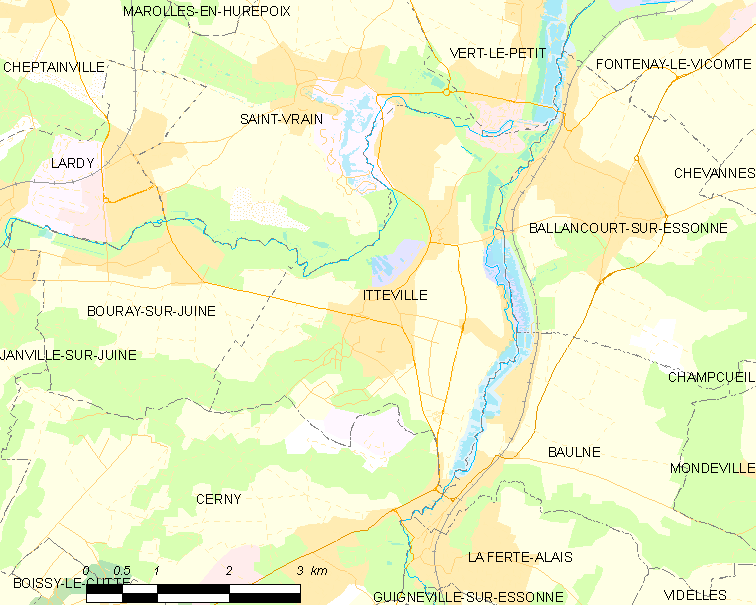
伊特维尔的OSM定位图

伊特维尔的时区为UTC+01:00、UTC+02:00（夏令时）。

## 行政
伊特维尔的邮政编码为91760，INSEE市镇编码为91315。

## 政治
伊特维尔所属的省级选区为梅讷西县。

## 人口

1962-2008年间伊特维尔人口变化图示

伊特维尔于2022年1月1日时的人口数量为6674人。